# جيمس ماريون ويست جونيور
جيمس ماريون ويست جونيور (بالإنجليزية: James Marion West, Jr.)‏ هو شخصية أعمال أمريكي، ولد في 26 سبتمبر 1903 في سان أنطونيو في الولايات المتحدة، وتوفي في 18 ديسمبر 1957 في هيوستن في الولايات المتحدة.